# María de León Bello y Delgado
María de León y Delgado (El Sauzal, Tenerife, 23 de março de 1643 – 15 de fevereiro de 1731, San Cristóbal de La Laguna) foi uma freira católica conhecida nas Ilhas Canárias (Espanha) por "La Siervita" e "Sor María de Jesús".
A sua vida religiosa era austera, simples e cheia de milagres, e é um dos maiores casos de presságios sobrenaturais e milagrosos em torno de uma pessoa, onde destacam não só a inexplicável incorruptibilidade do seu corpo, mas todas as maravilhas e milagres que rodearam a sua vida, entre os quais se destacam: estigmatas, êxtase,  levitação, hipertermia, clarividência e bilocação, entre outros.
Entre as grandes figuras da época que mantiveram uma estreita amizade com María de León vale destacar o corsário Amaro Felipe Rodríguez (conhecido como Amaro Pargo) e o religioso Fray Juan de Jesús, entre outros.
O corpo de María de León permanece incorrupto no Convento de Santa Catalina de Siena, na cidade de San Cristóbal de La Laguna, convento ao lado do Plaza del Adelantado, no centro da cidade.
Cada 15 de fevereiro (aniversário de sua morte), seu corpo é exposto ao público em um caixão de vidro. Muitas pessoas vão em peregrinação para prestar-lhe veneração. Seu corpo permanece incorrupto no Convento de Santa Catalina de Siena, na cidade de San Cristóbal de La Laguna.
Hoje em dia ela está em processo de beatificação e de ser, posteriormente, declarada santa.

## Galeria de fotos

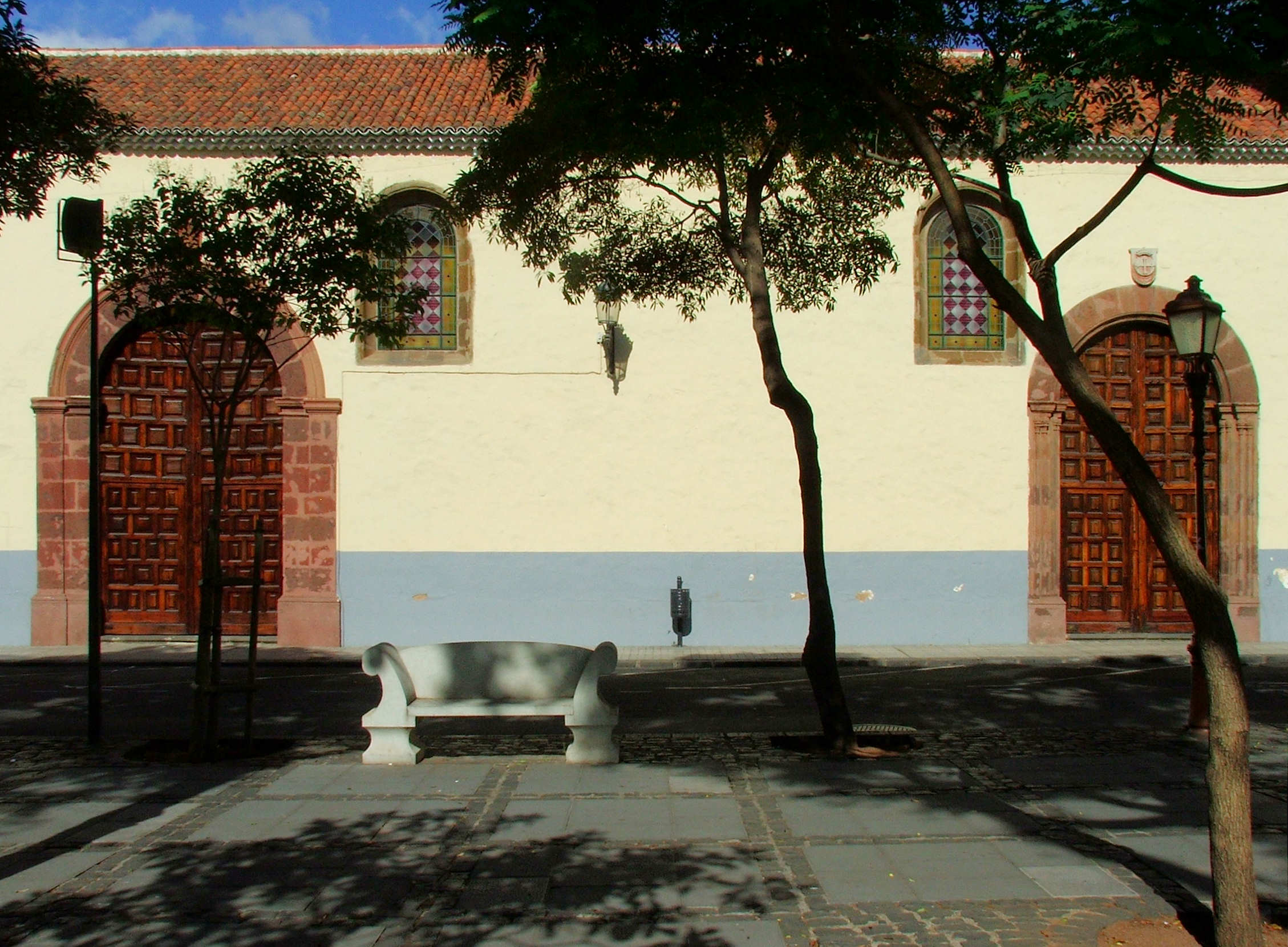
Convento de Santa Catalina
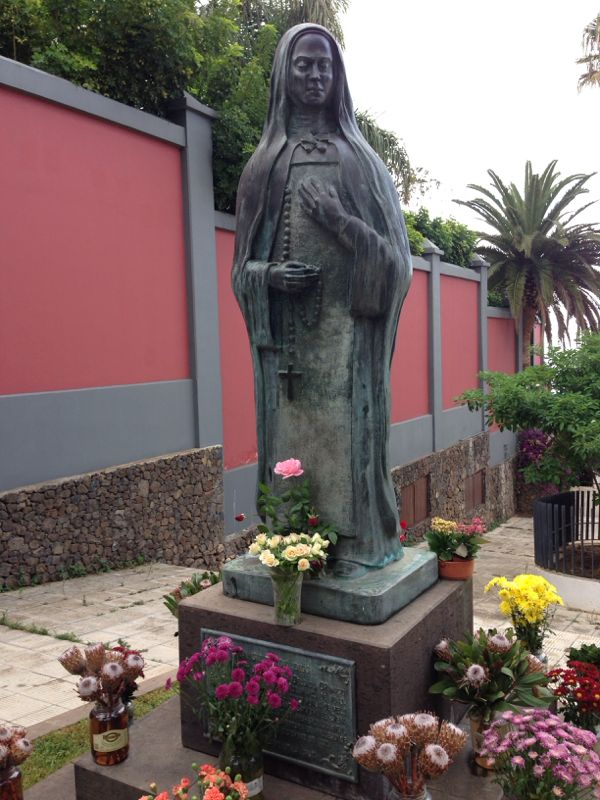
Estátua religiosa ao lado de sua casa natal
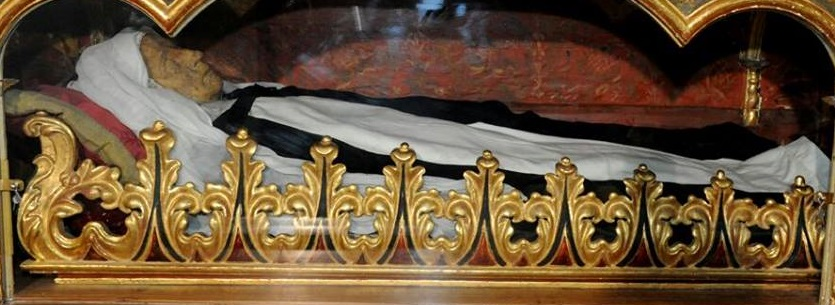
Corpo incorrupto de Sor María de Jesús